# László Kósa
László Kósa (Budapest, 2 dicembre 1961 – Budapest, 26 ottobre 2008) è stato un calciatore e giocatore di calcio a 5 ungherese.

## Carriera
Con la nazionale maschile di calcio a 5 dell'Ungheria, Kósa ha disputato il FIFA Futsal World Championship 1989 nel quale la selezione magiara è stata eliminata nel girone del secondo turno, comprendente Paesi Bassi, Belgio e Italia.